# قلعه رزفا
قلعه رزفا (آلبانیایی: Kalaja e Rozafës) یا قلعهٔ شکودرا (آلبانیایی: Kalaja e Shkodrës) قلعه‌ای است که در نزدیکی شهر شکودرا، در شمال غربی آلبانی قرار دارد. این قلعه به‌طور باشکوهی بر روی تپه‌ای سنگی به ارتفاع ۱۳۰ متر (۴۳۰ فوت) بالاتر از سطح دریا قرار دارد و توسط رودخانه‌های بونا و درین احاطه شده است. شکودرا مرکز شهرستان شکودرا است و یکی از قدیمی‌ترین و تاریخی‌ترین شهرهای آلبانی است و همچنین یک مرکز مهم فرهنگی و اقتصادی محسوب می‌شود.